# 工業及び商業における労働者並びに家庭使用人のための疾病保険に関する条約
工業及び商業における労働者並びに家庭使用人のための疾病保険に関する条約（こうぎょうおよびしょうぎょうにおけるろうどうしゃならびにかていしようにんのためのしっぺいほけんにかんするじょうやく、英語: Convention concerning Sickness Insurance for Workers in Industry and Commerce and Domestic Servants）は、国際労働機関の条約。1927年6月15日に採択、1928年7月15日に発効した。工業、商業、家内の労働者、使用人に適用されるべき強制疾病保険制度について定めており、1969年の医療及び疾病給付に関する条約で改正されている。
2018年4月時点で29か国が批准しており、また批准国のうちウルグアイが1978年に脱退している。